# Réserve naturelle régionale de la colline Saint-Martin et des Rougeaux
La réserve naturelle régionale de la colline Saint-Martin et des Rougeaux (RNR338) est une réserve naturelle régionale située en Île-de-France. Classée en 2024, elle occupe une surface de 27,68 hectares.

## Localisation

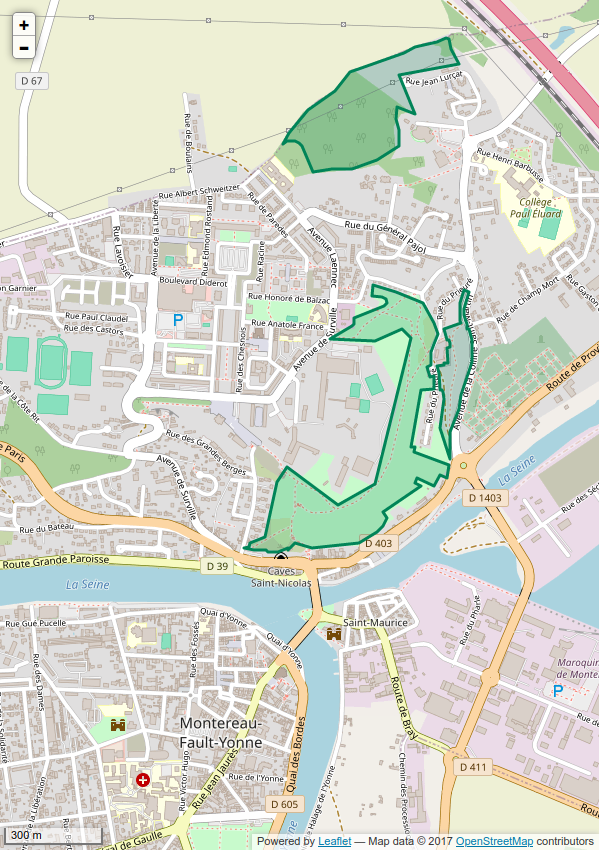
Périmètre de la réserve naturelle.

Le territoire de la réserve naturelle est dans le département de Seine-et-Marne, sur la commune de Montereau-Fault-Yonne. Il est constitué de 2 zones de milieux naturels préservés entourés de milieux urbains denses. Le site englobe environ 18 ha de la colline Saint-Martin ainsi que les abords du prieuré Saint-Martin, le pied du quartier urbain de Surville et le site des Rougeaux (environ 10 ha). Celui-ci est dans un vallon sec attenant à la vallée de la Seine.

## Histoire du site et de la réserve
Le site a été initialement classé en RNV le 27 juillet 1995. Le reclassement en RNR est intervenu en 2024.

## Écologie (biodiversité, intérêt écopaysager…)
La richesse du site provient de la présence proche d'habitats variés liés à des modes d'exploitations différents des milieux (carrières, pastoralisme, espaces verts).

### Flore
Les inventaires recensent plus de 400 espèces végétales.

### Faune
La faune compte des chauves-souris comme le Murin de Daubenton ou encore l’Oreillard roux.

## Intérêt touristique et pédagogique
Des chemins permettent de parcourir la réserve.

## Administration, plan de gestion, règlement

### Outils et statut juridique
La réserve naturelle a été créée par une délibération du Conseil régional d'Île de France du 20 mai 2024.